# حرية الدين في ألمانيا
حرية الدين في ألمانيا هي حرية ممنوحة بموجب المادة الرابعة من الدستور الألماني، وتنص على أن «حرية الدين والضمير وحرية الاعتراف بمعتقدات الفرد الدينية أو الفلسفية هي حريات مقدسة، وتمنح المادة الرابعة أيضًا حرية الممارسة الدينية غير المُنتَهكة». تنص المادة الثالثة أيضًا على أنه «لا يجوز تمييز أو تفضيل أي شخص بسبب جنسه أو أصله أو عرقه أو لغته أو وطنه أو منشأه أو عقيدته أو آرائه الدينية أو السياسية». يمكن لأي شخص أو منظمة الاتصال بالمحكمة الدستورية الفيدرالية في ألمانيا للحصول على مساعدة مجانية.
يساعد نظام دعم الدولة الألماني للمؤسسات الدينية المستقلة جميع الأديان بالتساوي من حيث المبدأ، وذلك على الرغم من عدم قدرته على أن يشمل بعض ديانات الأقليات بشكل كامل من الناحية العملية. منحت الحكومة معظم المجتمعات الدينية الرئيسية في البلاد حالة «مؤسسة القانون العام» والتي توفر العديد من الفوائد. واجهت التقاليد التي تفتقر إلى هيكل وطني منظم مركزي -الإسلامية منها خصوصًا- صعوبة في الحصول على حالة مؤسسة القانون العام والفوائد التي تأتي معها.

## الوضع القانوني
تعني حرية الدين في القانون الأساسي أنه يجوز لأي شخص تبني أي معتقد ديني أو غير ديني وممارسته بشكل خاص أو علني والاعتراف به أو الاحتفاظ به لنفسه. لا تتفق الدولة مع أي منظمة دينية. نشأ هذا التمييز بين الكنيسة والدولة فيما يسمى الآن بعقيدة المملكتين.
تُعد الحرية الدينية محدودة كغيرها من الحقوق الأساسية الأخرى في القانون الأساسي، إذ تتصادم مع القيمة الأساسية للكرامة الإنسانية أو مع الحقوق الأساسية للآخرين أو إذا أُسيء استخدامها لمحاربة جمهور الناخبين الأساسي للديمقراطية الحرة.
تنص الفقرة الثالثة من المادة الرابعة على الحق في الامتناع عن الخدمة العسكرية باسم الدين (يشار إليها باسم الضمير).

### حرية الفرد في الدين
يحمي القانون الألماني الحرية الدينية الفردية جنبًا إلى جنب مع الجماعية، والتي يجب تمييزها في حرية الدين الإيجابية والسلبية. تغطي حرية الدين السلبية الحق في عدم اعتراف الفرد بإيمانه إلا إذا طُلب ذلك منه لغرض قانوني (مثل التسجيل في ضريبة الكنيسة) والحق في عدم التعرض للدين إذا كان الفرد في حالة تبعية حيث يُطلب منه الحضور. تتجسد القرارات البارزة بقرار الصليب وقرار الحجاب.

### قرار الصليب
أصدرت محكمة الدستور الفيدرالية الألمانية تباعًا لقرار الصليب في عام 1995 مرسومًا قانونيًا يصر على عدم شرعية وجود الرموز الدينية (الصليب) في المؤسسات العامة باستثناء بعض المدارس الابتدائية الرومانية الكاثوليكية، وطالبت المحكمة كذلك بإزالة الرموز إذا لم يتفق الأهل معها. اشتكى يهودي بنجاح في عام 1973 من انتهاك حريته الدينية بعد إجباره بالتحدث في قاعة محكمة ألمانية مزينة بالصلبان.

### الردة
تطلب السلطات في جميع الولايات تقريبًا من المواطنين دفع رسوم إدارية تتراوح بين 30 و60 يورو لمغادرة كنيسة أو جماعة دينية مسجلة رسميًا. لا يمكن لأي أحد ترك الدين الذي ينتمي له رسميًا (وإنهاء الرسوم الضريبية على الدخل) بمجرد الإعلان عن رفضه لمعتقدات هذه المجموعة الدينية.

### ختان
أقر المجلس التشريعي قانونًا يسمح بالختان غير الطبي اللازم في كثير من الحالات في عام 2012، ولكن يجب إجراء العملية بواسطة طبيب مختص ودفع ثمنها.

### منع الحمل
لا تعتمد بعض النساء في ألمانيا على وسائل منع الحمل لأسباب دينية. احتُجز أطفال عائلة ليمان السبعة من ولاية هيس في التسعينيات وحتى عام 2000 في سجن حكومي بناءًا على قرار المحكمة بينما كانت والدتهم (التي كانت حاملًا في شهرها الثامن) ملتزمة بمصحة بسبب رغبتها المرضية بالأطفال.

### لحم
ألغت المحكمة الدستورية الفيدرالية الحظر عن طقوس الذبائح في عام 2002.

### حرية الدين الجماعية
يميز القانون الألماني الخاص بحرية الدين بين حرية الدين الفردية والجماعية. تشمل حرية الدين الجماعية أيضًا الحالات القانونية للمنظمات الدينية، ولكن لا تنطبق هذه الحرية إلا على المجتمعات الدينية التي يضمن دستورها وعدد أعضائها ضمان الاستمرارية.

### أنواع الحالات القانونية
يمكن تشكيل جماعة دينية في ألمانيا بموجب جميع الحالات القانونية. يمكن تنظيمها كشركة بموجب قانون الشركات، ولكن غالبًا ما تُعتبر اللوائح الضريبية وواجبات الشركة ومسؤولياتها عيوبًا. يمكن تكوين رابطة طوعية من قبل أي شخص. يمنح التسجيل كجمعية مسجلة قانونيًا (eingetragener Verein) ميزة التشغيل القانوني كهيئة مشتركة، وليس كمجموعة بسيطة من الأفراد. يمكن أن تستخدمها أي جماعة علمانية أو دينية.

### شركة غير ربحية
غالبًا ما يُستخدم نوعين آخرين من المؤسسات. المؤسسات الأكثر ربحًا، وهي التي لا تهدف للربح والتي يمكن أن تكون شركات أو جمعيات مسجلة. لا تقتصر هذه الحالة القانونية على تقييد الأنشطة غير التجارية فحسب، ولكنها مشابهة للمنظمات الأمريكية غير الهادفة للربح باقتصارها على المنظمات التي يتمثل هدفها الأساسي في دعم قضية أو مسألة ذات اهتمام خاص أو اهتمام عام لأغراض غير تجارية. يمكن أن تتقدم المنظمات غير الربحية الأخرى بطلب تطبيق قانون الإعفاء الضريبي، فتُعفى المنظمة نفسها من الضرائب. يجوز للمانحين الماليين في بعض الحالات المطالبة باسترداد أي ضريبة دخل مدفوعة على تبرعاتهم أو خصم مبلغ التبرع من التزاماتهم الضريبية الخاصة بهم.

### هيئة مشتركة بموجب القانون العام
يتجسد النوع الثاني من المؤسسات بهيئة مشتركة بموجب القانون العام، وهي حالة قانونية تُمنح للمجموعات الدينية بشكل خاص. يمكن أن تملك بعض المجتمعات الأصغر هذه الحالة القانونية في ولاية واحدة، بينما تحتفظ بحالة مختلفة في ولاية أخرى. تملك هذه الحالة سلسلة من الفوائد المرفقة. تملك المجتمعات الدينية المنظمة بموجب القانون العام الحق في تحصيل الاشتراكات (ضريبة الكنيسة) وفقًا لقوانين مشابهة لقوانين الضرائب العامة. تتمتع المجتمعات الدينية بامتيازات إضافية فيما يتعلق بأنظمة البناء والضرائب، والقدرة على تدريس الدين كدورة منتظمة في المدارس الحكومية، والقدرة على أن تكون ممثلة في لجان الاستشارات الإعلامية.

### عدم شرعية الإعلانات التلفزيونية الدينية
كان هناك جدل قانوني بشأن حملة «القوة من أجل الحياة» التي أنشأتها مؤسسة كريستيان آرثر دي موس والتي تضم المشاهير كليف ريتشارد وبرنارد لانجر في عام 2002. حُظرت الإعلانات التلفزيونية لكتابهم نظرًا لاعتبارها إعلانًا عن رؤية عالمية أو دين، وهو أمر محظور بموجب المادة السابعة من الفقرة الثامنة من معاهدة الدولة بشأن البث والقوانين الأوروبية المتعلقة بوسائل الإعلام. لم تشكّل ملصقات الإعلانات والإعلانات المنشورة في الصحف أيّ مشكلة من هذا القبيل.

### السينتولوجيا
اتخذت المحاكم الألمانية قرارات مختلفة بشأن الموظفين وأعضاء السينتولوجيا فيما يتعلق بحالتهم الدينية. تعتبر الحكومة الألمانية السينتولوجيا بأنها منظمة تسعى لتحقيق مصالح تجارية. لم تُصنّف السينتولوجيا كمنظمة غير ربحية في ألمانيا، ويمثّل الشكل التنظيمي الحالي للسينتولوجيا كجمعية مسجلة قانونيًا. تعرضت ألمانيا لانتقادات بسبب معاملتها للسينتولوجيين في تقارير حقوق الإنسان والحريات الدينية بالولايات المتحدة، وأعربت الحكومة الأمريكية مرارًا وتكرارًا عن قلقها بشأن هذه المسألة. دحضت السفارة الألمانية في واشنطن هذه الاتهامات وبررت موقفها من السينتولوجيا وقالت: «تعتقد الحكومة الألمانية أن الدورات العلمية المزيفة من السينتولوجيا يمكن أن تهدد بشكل خطير الصحة العقلية والبدنية للأفراد وأنها تستغل أعضائها».